# محمد بن ربيع الغامدي
محمد بن ربيع الغامدي كاتب وقاص سعودي. ولد عام 1955م. نشر العديد من المجموعات القصصية والمؤلفات في مجال التراث الشعبية، ومن مؤلفاته كتاب (ذاكرة الفواجع المنسية: أساطير وحكايات شعبية من تهامة والسراة).

## النشاة والتعليم
اشتغل بالعلم والتعليم طالبا في المدرسة السعودية بقرية الحبشي«عبد الله بن الحارث» حاليا وقبلها درس في المدرسة الأميرية بالطائف «ابن خلدون حاليا» بعض الأعوام فالمرحلة المتوسطة ثم المرحلة الثانوية بدار التوحيد بالطايف بعدها انتقل لكلية التربية بمكة المكرمة عام 1976م تخصص تخصص «جغرافيا» تخرج بعدها معلما تخرج على يديه آلاف الطلاب بعدها تفرغ للاستشارات التربوية بترخيص رسمي ثم بدأ يفكر في تجربة النشر وإن كانت ليست جديدة عليه لأنه برع في التأليف في مجالات عدة منها كتابة القصة والمسرحية والتمثيلية الإذاعية الذي دفعه لتأسيس دار للنشر في الباحة، جازف بما يملك ربما من مال لخدمة نشر الكتاب في وقت أصبح الكتاب في غربة مع ظهور النشر الإلكتروني بعد استعانته بأبنائه لخوض هذه التجربة في هذا الوقت الصعب بعد هجر الورق والاعتماد على التقنية الحديثة.

## المسيرة المهنية
أول كتاب ألفّه في عام 1986م، مجموعة قصصية جمع فيها ما نشره في بعض الصحف، في مجلة الباحة التي كان يُشرف على ملفّها الثقافي «ملف مواسم» وقصة فازت بجائزة الإذاعة السعودية يكتب مجال السير الشعبية العربية وله في هذا عدة مؤلفات منها مفردات الموروث الشعبي في منطقة الباحة صدر قبل ما يزيد عن عقدين تلاه بمؤلف عن الزراعة التقليدية في نفس المنطقة وقد يندرج هذا على الجنوب بوجه عام وقد سبق هذين المؤلفين بإصدار «المفازة» عبارة عن قصص قصيرة عام 1406هـ ثم توقف حتى عام 1435هـ فألف كتاب في نفس التوجه وسمه ب «البرطأونات» ثم بعد عام أخرج لنا مجموعة قصصية بعنوان «الثوب الحنبصي» والتنور بعدها بعام وحان الخياطين عام 1438هـ تلاها ثلاثة مؤلفات عبارة أيضا عن قصص قصيرة من بينها النملة والسكر وألف ثيمة وثيمة.
من المسرحيات منها بائعة الورد والريشة والسهم ومراثي الخلود واليوم الأبيض وراقص مفازة والشجرة والأرض وبالعامية وعرسان فوق الثمانين وغيرها الكثير من المسرحيات التي بعضها نفذت بالباحة وبعضها تم تنفيذها في جدة بالتعاون مع المؤسسات الثقافية ولا زال الأستاذ محمد ربيع بكامل نشاطه وحيويته فهو يكتب في الصحف الورقية والإلكترونية وبالذات «صحيفة مكة الإلكترونية» ومن رواد النادي الأدبي وجمعية الثقافة والفنون بالباحة.

## مؤلفات
- مفردات الموروث الشعبي في منطقة الباحة.
- الزراعة التقليدية في منطقة الباحة.
- وذاكرة الفواجع المنسية
- حكايات وأساطير شعبية.[1]

## مجموعات قصصية
- المفازة. 1986.
- البرطأونات
- الثوب الحنبصي[1]

- النملة والسكر
- ألف ثيمة وثيمة
- رجل تدركه الأبصار[1]
- ثديها الذي.
- التنور (مجموعة قصصية) 2019.[4]

## الجوائز
فاز بالمركز الأول في مجال القصة في جائزة راشد بن حميد للثقافة والعلوم بعجمان في دورتها السادسة والثلاثين لعام 2018.